# Otávio (futbolista nacido en 1995)
Otávio Edmilson da Silva Monteiro (João Pessoa, Paraíba, Brasil, 9 de febrero de 1995), conocido simplemente como Otávio, es un futbolista brasileño nacionalizado portugués. Juega como centrocampista y su equipo es el Al-Nassr F. C. de la Liga Profesional Saudí.

## Trayectoria

### Internacional
Otávio terminó su desarrollo en el Internacional después de unirse a la cantera del club de Porto Alegre a la edad de 15 años. Hizo su debut en la Série A de Brasil solo dos años después entrando como suplente en la segunda mitad en el empate en casa 0-0 ante el Santos el 15 de julio.
Su primer gol en liga llegó el 8 de junio de 2013, cuando fue titular y ayudó al empate 2-2 a domicilio ante el Cruzeiro.
Otávio le dio crédito a Dunga por ayudarlo a superar sus problemas de peso. Durante su etapa en el Internacional marcó siete goles en 62 partidos oficiales.

### Oporto
El 1 de septiembre de 2014, aunque originalmente se pensó que la transferencia había costado 5 millones de euros, se incorporó al Oporto de Portugal como agente libre después de que el Internacional cediera sus derechos federativos y firmó un contrato de cinco años con una cláusula de rescisión de 50 millones de euros. Inicialmente fue asignado al equipo de reserva que competía en la Segunda Liga.
En el último día de la ventana de fichajes de enero de 2015, Otávio, Ivo Rodrigues y Leocísio Sami fueron cedidos al Vitória de Guimarães en la Primeira Liga. Debutó en la competición el 8 de febrero al jugar 30 minutos en la derrota en casa por 0-1 ante el Belenenses, y anotó su primer gol en la última jornada de la campaña para ayudar a los visitantes a vencer a la Académica de Coimbra 4–2.
El acuerdo se extendió por todo el 2015-16, y sus actuaciones mientras estuvo cedido le valieron posteriormente una extensión de contrato con el Oporto. Hizo su debut competitivo para este último el 12 de agosto de 2016, comenzando en la derrota por 3-1 de Rio Ave.
Ganó la Liga portuguesa al final de su segunda temporada, aportando dos goles en 15 apariciones. Estuvo fuera de juego durante varias semanas durante el torne  debido a problemas de lesiones.
Durante la campaña 2019-20 participó en 48 partidos y anotó dos goles, ayudando al equipo a conquistar el doblete. Como resultado fue incluido en el mejor XI de la liga.
El 22 de agosto de 2023 fue traspasado al Al-Nassr F. C. a cambio de 60 millones de euros. Se marchó del F. C. Porto después de haber disputado 283 partidos, en los que consiguió 31 goles, y ganar nueve títulos.

## Selección nacional
Tras haber adquirido la nacionalidad portuguesa en marzo de 2021, en agosto del mismo año fue convocado por primera vez con la selección de Portugal para dos partidos de clasificación para el Mundial de 2022 y un amistoso. Debutó en este último ante Catar y marcó uno de los goles del triunfo luso.

### Participaciones en Copas del Mundo
| Mundial      | Sede  | Resultado        | Partidos | Goles |
| ------------ | ----- | ---------------- | -------- | ----- |
| Mundial 2022 | Catar | Cuartos de final | 3        | 0     |

## Estadísticas

### Clubes
Actualizado al 26 de mayo de 2025.
| Club                          | Div.          | Temporada     | Liga  | Liga  | Estatal | Estatal | Copas nacionales | Copas nacionales | Torneos internacionales | Torneos internacionales | Total | Total |
| Club                          | Div.          | Temporada     | Part. | Goles | Part.   | Goles   | Part.            | Goles            | Part.                   | Goles                   | Part. | Goles |
| ----------------------------- | ------------- | ------------- | ----- | ----- | ------- | ------- | ---------------- | ---------------- | ----------------------- | ----------------------- | ----- | ----- |
| S. C. Internacional · Brasil  | 1.ª           | 2012          | 7     | 0     | —       | —       | —                | —                | —                       | —                       | 7     | 0     |
| S. C. Internacional · Brasil  | 1.ª           | 2013          | 26    | 6     | 7       | 0       | 6                | 1                | —                       | —                       | 39    | 7     |
| S. C. Internacional · Brasil  | 1.ª           | 2014          | 6     | 0     | 9       | 0       | 1                | 0                | 0                       | 0                       | 16    | 0     |
| S. C. Internacional · Brasil  | Total club    | Total club    | 39    | 6     | 16      | 0       | 7                | 1                | 0                       | 0                       | 62    | 7     |
| F. C. Porto "B" Portugal      | 2.ª           | 2014-15       | 6     | 2     | —       | —       | —                | —                | —                       | —                       | 6     | 2     |
| F. C. Porto "B" Portugal      | Total club    | Total club    | 6     | 2     | 0       | 0       | 0                | 0                | 0                       | 0                       | 6     | 2     |
| Vitória S. C. Portugal        | 1.ª           | 2014-15       | 10    | 1     | —       | —       | 1                | 0                | —                       | —                       | 11    | 1     |
| Vitória S. C. Portugal        | 1.ª           | 2015-16       | 25    | 6     | —       | —       | 1                | 0                | 1                       | 0                       | 27    | 6     |
| Vitória S. C. Portugal        | Total club    | Total club    | 35    | 7     | 0       | 0       | 2                | 0                | 1                       | 0                       | 38    | 7     |
| Vitória S. C. "B" Portugal    | 2.ª           | 2015-16       | 2     | 0     | —       | —       | —                | —                | —                       | —                       | 2     | 0     |
| Vitória S. C. "B" Portugal    | Total club    | Total club    | 2     | 0     | 0       | 0       | 0                | 0                | 0                       | 0                       | 2     | 0     |
| F. C. Porto Portugal          | 1.ª           | 2016-17       | 23    | 1     | —       | —       | 2                | 1                | 8                       | 1                       | 33    | 3     |
| F. C. Porto Portugal          | 1.ª           | 2017-18       | 15    | 2     | —       | —       | 4                | 1                | 2                       | 0                       | 21    | 3     |
| F. C. Porto Portugal          | 1.ª           | 2018-19       | 28    | 3     | —       | —       | 8                | 1                | 8                       | 2                       | 44    | 6     |
| F. C. Porto Portugal          | 1.ª           | 2019-20       | 31    | 2     | —       | —       | 9                | 0                | 8                       | 0                       | 48    | 2     |
| F. C. Porto Portugal          | 1.ª           | 2020-21       | 26    | 3     | —       | —       | 7                | 1                | 9                       | 1                       | 42    | 5     |
| F. C. Porto Portugal          | 1.ª           | 2021-22       | 32    | 3     | —       | —       | 8                | 2                | 9                       | 0                       | 49    | 5     |
| F. C. Porto Portugal          | 1.ª           | 2022-23       | 27    | 5     | —       | —       | 10               | 2                | 7                       | 0                       | 44    | 7     |
| F. C. Porto Portugal          | 1.ª           | 2023-24       | 1     | 0     | —       | —       | 1                | 0                | —                       | —                       | 2     | 0     |
| F. C. Porto Portugal          | Total club    | Total club    | 183   | 19    | 0       | 0       | 49               | 8                | 51                      | 4                       | 283   | 31    |
| Al-Nassr F. C. Arabia Saudita | 1.ª           | 2023-24       | 29    | 10    | —       | —       | 6                | 0                | 9                       | 1                       | 44    | 11    |
| Al-Nassr F. C. Arabia Saudita | 1.ª           | 2024-25       | 28    | 1     | —       | —       | 4                | 0                | 8                       | 0                       | 40    | 1     |
| Al-Nassr F. C. Arabia Saudita | Total club    | Total club    | 57    | 11    | 0       | 0       | 10               | 0                | 17                      | 1                       | 84    | 12    |
| Total carrera                 | Total carrera | Total carrera | 322   | 45    | 16      | 0       | 68               | 9                | 69                      | 5                       | 475   | 59    |
| 1. 2.                         |               |               |       |       |         |         |                  |                  |                         |                         |       |       |

## Palmarés

### Títulos nacionales
| Título                      | Club        | País     | Año  |
| --------------------------- | ----------- | -------- | ---- |
| Primeira Liga               | F. C. Porto | Portugal | 2018 |
| Supercopa de Portugal       | F. C. Porto | Portugal | 2018 |
| Primeira Liga               | F. C. Porto | Portugal | 2020 |
| Copa de Portugal            | F. C. Porto | Portugal | 2020 |
| Supercopa de Portugal       | F. C. Porto | Portugal | 2020 |
| Primeira Liga               | F. C. Porto | Portugal | 2022 |
| Copa de Portugal            | F. C. Porto | Portugal | 2022 |
| Supercopa de Portugal       | F. C. Porto | Portugal | 2022 |
| Copa de la Liga de Portugal | F. C. Porto | Portugal | 2023 |
| Copa de Portugal            | F. C. Porto | Portugal | 2023 |

### Títulos estatales
| Título            | Club                | País   | Año  |
| ----------------- | ------------------- | ------ | ---- |
| Campeonato Gaucho | S. C. Internacional | Brasil | 2013 |
| Campeonato Gaucho | S. C. Internacional | Brasil | 2014 |